# Lijst van voetbalinterlands Kenia - Zuid-Soedan
Deze lijst van voetbalinterlands is een overzicht van alle officiële voetbalwedstrijden tussen de nationale teams van Kenia en Zuid-Soedan. De Oost-Afrikaanse buurlanden hebben tot op heden zeven keer tegen elkaar gespeeld. De eerste ontmoeting was een groepswedstrijd voor de CECAFA Cup 2012 in Kampala (Oeganda) op 27 november 2012. Het laatste duel, een kwalificatiewedstrijd voor het African Championship of Nations 2024, werd gespeeld op 3 november 2024 in de Oegandese hoofdstad.

## Wedstrijden
| № | Plaats  | Datum             | Competitie                                        | Wedstrijd           | Uitslag |
| - | ------- | ----------------- | ------------------------------------------------- | ------------------- | ------- |
| 1 | Kampala | 27 november 2012  | CECAFA Cup 2012                                   | Zuid-Soedan − Kenia | 0 − 2   |
| 2 | Nairobi | 30 november 2013  | CECAFA Cup 2013                                   | Kenia − Zuid-Soedan | 3 − 1   |
| 3 | Kigali  | 7 juni 2015       | Vriendschappelijk                                 | Kenia − Zuid-Soedan | 2 − 0   |
| 4 | Nairobi | 13 maart 2021     | Vriendschappelijk                                 | Kenia − Zuid-Soedan | 1 − 0   |
| 5 | Nairobi | 12 september 2023 | Vriendschappelijk                                 | Kenia − Zuid-Soedan | 0 − 1   |
| 6 | Juba    | 27 oktober 2024   | African Championship of Nations 2024 kwalificatie | Zuid-Soedan − Kenia | 2 − 0   |
| 7 | Kampala | 3 november 2024   | African Championship of Nations 2024 kwalificatie | Kenia − Zuid-Soedan | 1 − 1   |

## Samenvatting
| Competitie                                   | Totaal gespeeld | Winst Kenia | Gelijk | Winst Zuid-Soedan | Doelsaldo Kenia – Zuid-Soedan |
| -------------------------------------------- | --------------- | ----------- | ------ | ----------------- | ----------------------------- |
| African Championship of Nations-kwalificatie | 2               | 0           | 1      | 1                 | 1 − 3                         |
| CECAFA Cup                                   | 2               | 2           | 0      | 0                 | 5 − 1                         |
| Vriendschappelijk                            | 3               | 2           | 0      | 1                 | 3 − 1                         |
| Totaal                                       | 7               | 4           | 1      | 2                 | 9 − 5                         |

KFF · Selecties · Keniaans vrouwenelftal
1926 – 1939 · 
1940 – 1949 · 
1950 – 1959 · 
1960 – 1969 · 
1970 – 1979 · 
1980 – 1989 · 
1990 – 1999 · 
2000 – 2009 · 
2010 – 2019 ·
2020 − 2029
Algerije ·
Angola ·
Australië ·
Bahrein ·
Botswana ·
Burkina Faso ·
Burundi ·
Centraal-Afrikaanse Republiek ·
China ·
Comoren ·
Congo-Brazzaville ·
Congo-Kinshasa ·
Djibouti ·
Egypte ·
Equatoriaal-Guinea ·
Eritrea ·
Ethiopië ·
Gabon ·
Gambia ·
Ghana ·
Guinee ·
Guinee-Bissau ·
India ·
Indonesië ·
Irak ·
Iran ·
Ivoorkust ·
Jemen ·
Jordanië ·
Kaapverdië ·
Kameroen ·
Koeweit ·
Lesotho ·
Liberia ·
Libië ·
Madagaskar ·
Malawi ·
Maleisië ·
Mali ·
Marokko ·
Mauritanië ·
Mauritius ·
Mozambique ·
Namibië ·
Nieuw-Zeeland ·
Nigeria ·
Oeganda ·
Oman ·
Pakistan ·
Qatar ·
Rusland ·
Rwanda ·
Senegal ·
Seychellen ·
Sierra Leone ·
Soedan ·
Somalië ·
Swaziland ·
Taiwan ·
Tanzania ·
Thailand ·
Togo ·
Trinidad en Tobago ·
Tunesië ·
Verenigde Arabische Emiraten ·
Zambia ·
Zimbabwe ·
Zuid-Afrika ·
Zuid-Korea ·
Zuid-Soedan ·
Zwitserland
SSFA · Zuid-Soedanees vrouwenelftal
Interlands
Tegenstander:
Benin ·
Botswana ·
Burkina Faso ·
Burundi ·
Congo-Brazzaville ·
Congo-Kinshasa ·
Djibouti ·
Egypte ·
Equatoriaal-Guinea ·
Ethiopië ·
Gabon ·
Gambia ·
Jordanië ·
Kameroen ·
Kenia ·
Malawi ·
Mali ·
Mauritanië ·
Mozambique ·
Oeganda ·
Oezbekistan ·
Rwanda ·
Sao Tomé en Principe ·
Senegal ·
Seychellen ·
Soedan ·
Somalië ·
Togo ·
Zuid-Afrika